# Flensburger (пивоваренная компания)

Безалкогольное Flensburger Frei и тёмное Flensburger Dunkel

Flensburger Brauerei (юридическое название Flensburger Brauerei Emil Petersen GmbH und Co. KG) — частная пивоварня в немецком городе Фленсбург.
Фленсбургер — одна из немногих пивоваренных компаний, не входящих в крупные концерны, такие как InBev или Radeberger Gruppe, и всё ещё является семейным предприятием (владельцами являются семьи Петерзен и Детлеффсен). Всего в 2004 году в компании было 190 сотрудников.
Была основана 6 сентября 1888 года (называлась «Flensburger Export-Brauerei») пятью горожанами. Кроме пильзнера фленсбургская пивоварня производит и другие сорта пива.
Несмотря на сравнительную дороговизну в производстве, компания выпускает пиво в фирменных бутылках с многоразовыми пробками. С 1980-х Фленсбургская пивоварня оставалась единственной, разливающей пиво в такие бутылки (сейчас некоторые пивоварни возвращаются к использованию таких пробок). Ploppen — звук, возникающий при открывании бутылки, в 80-е стал фирменным знаком пивоварни, широко используемым в радио- и телерекламе.
В разговоре жители города называют пиво «Flens».
Продукция пивоварни (на 2009 год):
- Flensburger Pilsener — нижненемецкий вариант пильзнера, 4,8 %
- Flensburger Gold — мягкое светлое пиво, 4,8 %
- Flensburger Dunkel — тёмное пиво, 4,8 %
- Flensburger Weizen — нефильтрованное пшеничное пиво, 5,1 %
- Flensburger Winterbock — бок-бир (сезонное пиво, «крепкое мартовское пиво») 7,0 %
- Flensburger Kellerbier — мартовское пиво низового брожения 4,8 %
- Flensburger Bierbrand — дистиллированное крепкое мартовское пиво с крепостью 38 % в бутылке 0,5 л

- Flensburger Frei — безалкогольное светлое пиво
- Flensburger Malz — безалкогольное низкокалорийное ячменное пиво

- Flensburger Radler — пивной коктейль
- Flensburger Biermix — пивной коктейль с апельсино-грейпфрутом и лемонграссом 2,4 %

- Flensburger Wasser — газированная минеральная вода

Кроме того, пивоварня производит Popp-Bier — пиво с афродизиаками. Распространяется через сеть секс-шопов и алкогольных магазинов.